# Reichsbahnzentrale für den Deutschen Reiseverkehr

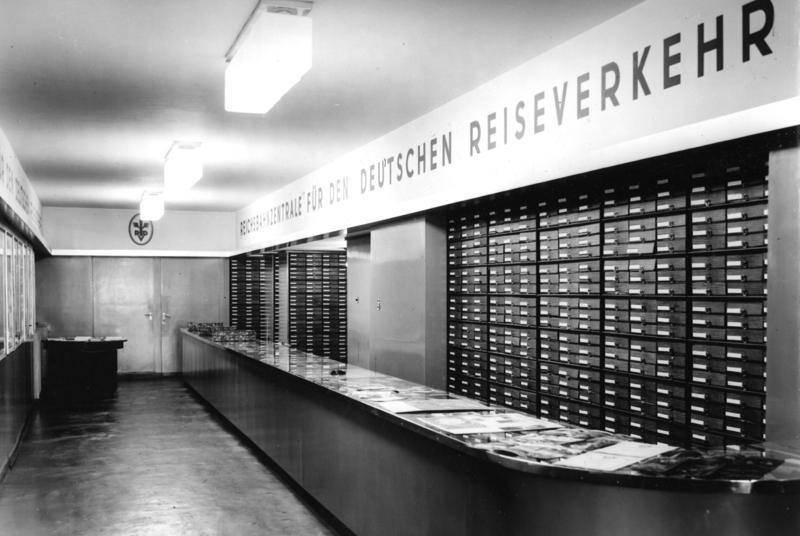
Auskunftsstelle der RDV in Berlin

Die Reichsbahnzentrale für den Deutschen Reiseverkehr (RDV) war eine Gesellschaft, die von der Deutschen Reichsbahn zur Werbung für den Fremdenverkehr mit der Bahn gegründet wurde. Vorgängerorganisation war die Reichszentrale für deutsche Verkehrswerbung e. V. (RDV), im April 1920 in Berlin gegründet. Am 30. April 1928 wurde der Verein umgewandelt in die Reichsbahnzentrale für den Deutschen Reiseverkehr G. m. b. H. Einziger Gesellschafter war die Deutsche Reichsbahn. Die Abkürzung RDV und das Logo mit dem Flügelrad wurden nach der Umfirmierung beibehalten.
Ziel der RDV war zu Beginn vorrangig die Förderung des Reiseverkehrs vom Ausland nach Deutschland, später auch des innerdeutschen Verkehrs. Dazu wurden Auskunftsstellen eingerichtet, verschiedene Werbeformen wie Plakate, Informationsschriften, Bücher, Filme und Bilder genutzt, Pressearbeit geleistet sowie Veranstaltungen durchgeführt.

## Plakatwerbung

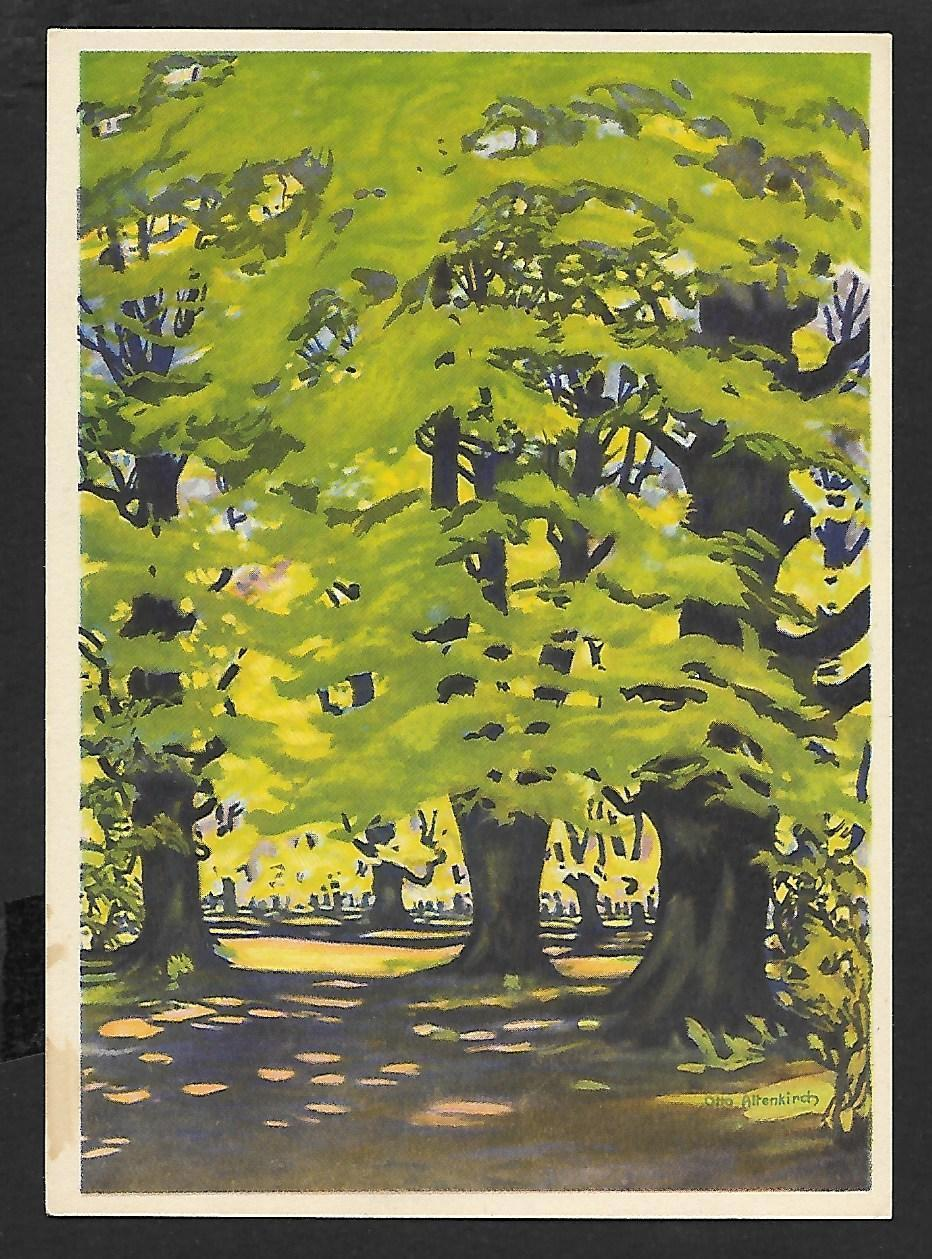
Ansichtskarte der RDV mit dem Titel „Deutscher Wald“ von Otto Altenkirch

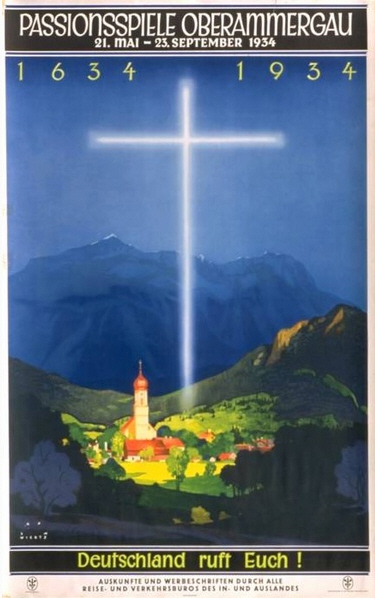
Werbeplakat der RDV für die Passionsspiele Oberammergau von 1934; Künstler: Jupp Wiertz

Die Plakate der RDV, die überregional bekannte Reiseziele bewarben, erreichten eine Millionenauflage. Ein Plakatmotiv des Werbegrafikers Jupp Wiertz für die Passionsspiele in Oberammergau errang einen ersten Platz beim Conseil Central du Tourisme International in Paris 1935.

## Druckschriften
Unter dem Titel Deutsche Bilder gab die RDV eine Reihe von Bildermappen heraus, die über den Buchhandel erhältlich waren. Ab 1925 wurden taschenbuchähnliche Reiseführer unter dem Titel Deutsche Verkehrsbücher verausgabt. Es gab regionsbezogene und themenbezogene Titel. Viele erschienen in mehreren Fremdsprachen. Verschiedene Reisehandbücher und Hotelführer ergänzten das Angebot.

Tourismus-Flyer Germany – The Beautiful Travel Country (1935) mit Grafik und Karte von Walter Riemer

In den 1930er Jahren gab die RDV den Flyer Deutschland – Das Schöne Reiseland für den Tourismus in verschiedenen Sprachversionen (darunter Englisch, Italienisch und Französisch) heraus. Das Grafikdesign übernahm Walter Riemer.

## Auslandsbüros
In über vierzig Städten Europas, Nord- und Südamerikas, Afrikas und Asiens unterhielt die RDV Auslandsbüros (Deutsche Verkehrs-Büros und Auskunftstellen der Deutschen Reichsbahn), die neben der Weitergabe von Plakaten und Werbeschriften auch individuelle Auskünfte zur Reisevorbereitung erteilten. Zu den Olympischen Spielen 1936 warben sie mit aufwändigen Schaufensterdekorationen für einen Besuch in Deutschland.